# Lorenz Hart
Lorenz Milton Hart anche detto Larry Hart (New York, 2 maggio 1895 – New York, 22 novembre 1943) è stato un paroliere e librettista statunitense.
In coppia col musicista Richard Rodgers, è stato autore di musical di successo come Pal Joey e The Boys from Syracuse e di canzoni diventate standard jazz come Blue Moon, Where or When e Falling in Love with Love.

## Biografia
Nati in una famiglia di emigranti ebreo-tedeschi, che appena arrivati negli Stati Uniti americanizzarono il loro cognome da Hertz a Hart, Larry e suo fratello Teddy trascorrono un'infanzia e un'adolescenza abbastanza tranquilla. Il padre, un piccolo uomo d'affari, riesce ad assicurare alla famiglia una certa stabilità economica, permettendo al giovane Hart di iscriversi alla facoltà di lettere della Columbia University. Anche se non riuscirà mai a laurearsi, Hart continua per lungo tempo a collaborare con la facoltà di lettere e teatro dell'università nella speranza di poter diventare un paroliere professionista. In questi anni si trova a lavorare con diversi autori e musicisti che diverranno, di lì a poco, leggende del teatro musicale americano: Arthur Schwartz, Howard Dietz, Dorothy Fields, E. Y. Harburg, Ira Gershwin, Oscar Hammerstein II e John Latouche.
Ma è l'incontro con un giovane musicista di appena 16 anni, Richard Rodgers, a cambiare radicalmente la vita e la carriera di Hart: i due si conoscono nel 1919, in occasione di una piccola festa fra studenti. Rodgers suona per Hart alcune delle sue composizioni e fra i due nasce subito una reciproca stima. Hart si innamora a prima vista sia del ragazzo sia della sua musica, e i due formeranno a lungo un team di grande successo. Malgrado Hart fosse molto riservato e parlasse mal volentieri della propria vita privata e sentimentale, fu subito chiaro a tutti i suoi amici che per lui Rodgers non era solo un compagno di lavoro. Dal canto suo Rodgers ha sempre dichiarato di non essersi mai accorto dell'omosessualità di Hart e di aver sempre considerato Larry solo un buon amico e un geniale paroliere.
I riconoscimenti tardano ad arrivare: nei successivi cinque anni i due scrivono circa ottanta canzoni e collaborano a diversi show, amatoriali e non, ma sempre con scarso successo. Nel 1925 Rodgers è ormai deciso ad abbandonare la carriera musicale per diventare un commerciante di biancheria per bambini, ma decide di collaborare un'ultima volta con Hart scrivendo alcune canzoni per una rivista di beneficenza prodotta dalla prestigiosa Theather Guild. La rivista, chiamata Garrick Gaieties perché messa in scena al Garrick Theater di Broadway, è un inaspettato quanto enorme successo e i biglietti della prima serata vanno a ruba: originariamente avrebbe dovuto essere replicata solo tre volte, ma rimase in cartellone per ben 211 repliche, un vero e proprio record per l'epoca. La canzone di punta, Manhattan, è il primo di una lunghissima serie di successi firmati Rodgers & Hart.
Fino al 1930 i due sfornano una media di due musical per stagione: alcuni sono grandi successi, come A Connecticut Yankee (una commedia musicale tratta dal romanzo di Mark Twain Un americano alla corte di re Artù) e Dearest Enemy (un'operetta ambientata durante la Guerra d'indipendenza americana). Un successo più moderato tocca invece a Spring is Here (una pepata commedia sentimentale in cui madre e figlia si innamorano dello stesso ragazzo) e a America's Sweetheart (la storia di un'attrice del cinema muto che vede la sua carriera finire bruscamente con l'avvento del sonoro). Non mancano i fiaschi sonori, come Betsy (un'insipida commedia prodotta da Florenz Ziegfeld) o Chee-chee (una stranissima operetta ambientata nell'antica Cina in cui il protagonista, figlio di un eunuco, cerca di fare di tutto per non seguire le orme del padre).
Con l'avvento del cinema sonoro (e soprattutto con la crisi del teatro dovuta alla grande depressione del 1929) Rodgers e Hart firmano un contratto con la M.G.M. e si trasferiscono a Hollywood. A parte il film Love Me Tonight, che realizzano mentre sono in prestito alla Paramount, la loro esperienza hollywoodiana è piuttosto priva di interesse. In quasi cinque anni scrivono una sola canzone di successo: Blue Moon, che per altro non amavano per niente e venne pubblicata solo per scommessa, quasi casualmente.
Intanto la vita privata dei due prende strade molto diverse. Mentre per Rodgers, che nel frattempo si era sposato e aveva avuto una figlia, la vita a Los Angeles è troppo caotica e stressante, Hart adora Hollywood e le sue feste faraoniche. Lontano dalla madre e dal fratello, Hart comincia a frequentare anche gli ambienti gay più "in" della città, tra cui sono da annoverare le sfrenate orge organizzate da George Cukor o da Cole Porter. È inoltre un assiduo frequentatore dei più raffinati bordelli maschili, in special modo di quelli all-black che all'epoca andavano per la maggiore.
Nel 1935, soprattutto dietro l'insistenza di Rodgers, i due si trasferiscono nuovamente a New York. Per i successivi cinque anni sono gli incontrastati re di Broadway: scrivono e producono sette commedie musicali, tutte di grande successo. Fra queste è il caso di citare almeno The Boys from Syracuse, passato alla storia per essere stato il primo musical basato su una commedia di Shakespeare, e On Your Toes, considerato da molti come il primo vero musical integrato di Broadway.
Nel 1937 va in scena un altro successo della premiata ditta "Rodgers & Hart", il musical Babes in Arms, in cui vengono lanciate alcune delle loro più famose canzoni, quali le romantiche Where or When e My Funny Valentine, e la divertente The Lady Is a Tramp, in seguito divenuta "cavallo di battaglia" di Ella Fitzgerald e Frank Sinatra.
Mentre la carriera professionale di Hart raggiunge il suo culmine, la sua vita privata si fa sempre più disordinata e insoddisfacente. Incapace di accettare la propria omosessualità e letteralmente terrorizzato dall'idea che la sua famiglia possa venirne a conoscenza, Hart si rifugia nell'alcolismo. Spesso sparisce per diversi giorni o addirittura per settimane (in Messico gli è più facile trovare prostituti o amanti occasionali), per poi riapparire sempre più provato sia nello spirito sia nel fisico.
Nel 1940 Rodgers e Hart, insieme allo scrittore John O'Hara, creano un'altra pietra miliare del teatro leggero americano: Pal Joey, storia di un avventuriero senza scrupoli che diventa l'amante di un'anziana e potente donna dell'alta borghesia di Chicago con il solo scopo di spillarle quattrini per poter aprire un locale notturno. Il musical è ambientato in uno squallido e ambiguo night club e nel libretto ci sono vari riferimenti all'omosessualità e alla prostituzione maschile. Il protagonista è un giovane e semisconosciuto Gene Kelly che grazie a questo ruolo si fa notare dai produttori di Hollywood.
Nel 1942 è la volta di By Jupiter, una commedia grottesca scritta per il comico e ballerino Ray Bolger. Nella cittadina di Pontuns, situata nell'Asia minore, nell'anno 800 a.C. i ruoli sociali sono invertiti: gli uomini stanno a casa, si truccano e spettegolano mentre le donne vanno in guerra e cacciano. Tutto procede per il meglio, fino a quando un'armata di greci cerca di invadere Pontus. Le donne guerriere, abituate a vivere con uomini effeminati, vengono colpite dalla forza dei soldati greci e presto si arrendono agli invasori. Toccherà a Sapiens, marito della regina, liberare le amazzoni, grazie alla propria mascolinità ritrovata. Come è facile intuire, il libretto è pieno di riferimenti e di battutacce sull'omosessualità e sull'effeminatezza.
Alla fine del 1942 le condizioni di salute di Hart sono talmente peggiorate che non è quasi più in grado di lavorare. Mentre Rodgers sceglie Oscar Hammerstein II come nuovo collaboratore per il suo successivo lavoro (il musical Oklahoma!), Hart prova a lavorare con il musicista ungherese Emmerich Kálmán, ma si presenta sempre alle riunioni totalmente ubriaco, sicché la loro collaborazione non dura che un paio di mesi senza che i due riescano a finire nessuna canzone.
Nel 1943 Richard Rodgers offre a Hart un'ultima occasione di lavorare insieme, chiedendogli di scrivere cinque nuove canzoni per il revival di A Connecticut Yankee. Malgrado lo stato di salute di Hart peggiori, scrive liriche bellissime, soprattutto la pungente To Keep My Love Alive (una comedy-song su una donna che ha ucciso in modi originali e divertenti tutti i suoi molti mariti) e l'autobiografica Can You do a Friend a Favor?. Cinque giorni dopo la prima dello spettacolo Hart muore per complicazioni dovute a una acuta forma di polmonite.

## Vita privata
La vita privata di Hart è stata tenuta per anni segreta per volere dei suoi eredi. Dorothy Hart, la moglie del fratello di Lorenz, ha ricoperto negli anni il ruolo di biografa ufficiale e ha fatto di tutto per impedire che ogni notizia sull'omosessualità del cognato venisse pubblicata.
A parte quello non corrisposto per Rodgers, si sa di sicuro che Hart ebbe altri amori, tutti travagliati e sfortunati, come quello per il ballerino cubano Desi Arnaz, di cui si invaghì alla fine degli anni 1930. Per lui scrisse il musical Too Many Girls, ma Arnaz affermò più volte che fra lui e Hart ci fu solo una semplice amicizia e niente di più. Per uno strano scherzo del destino fu proprio sul set della versione cinematografica di Too Many Girls che Arnaz conobbe Lucille Ball: i due si sposarono poco dopo e diventarono una delle più famose coppie del mondo dello spettacolo.
Hart fu poi amico per tutta la vita di Milton "Doc" Bender, agente di Hart e personaggio che ebbe nella sua vita un ruolo decisamente ambiguo:  Bender infatti spesso organizzava i viaggi in Messico per Hart e gli recuperava prostituti in giro per i bar.

## Opere (parziale)
Musical e riviste musicali
- 1920 Fly with Me
- 1925 The Garrick Gaieties
- 1926 The Garrick Gaieties
- 1926 The Girl Friend
- 1927 Connecticut Yankee, tratto dal romanzo di Mark Twain Un americano alla corte di Re Artù
- 1928 Present Arms
- 1935 Jumbo
- 1936 On Your Toes
- 1937 Babes in Arms
- 1938 The Boys from Syracuse, tratto dalla commedia di  William Shakespeare La commedia degli errori
- 1938 I Married an Angel
- Too Many Girls (Broadway, 18 ottobre 1939)
- 1940 Pal Joey
- 1942 By Jupiter